# Distretto di Bamiyan
Bamyian è un distretto dell'Afghanistan, nella provincia di Bamiyan.